# Meritaten Tasherit
Meritaten Tasherit ("Meritaten trẻ"), còn được viết là Meritaten-ta-sherit, được cho là một công chúa Ai Cập cổ đại sống vào thời kỳ Vương triều thứ 18. Danh tính của công chúa này vẫn chưa rõ.

## Chứng thực
Cái tên Meritaten Tasherit, tương tự như Ankhesenpaaten Tasherit, chỉ được biết đến thông qua những phù điêu từ những công trình mà Pharaon Akhenaten cho xây tại Hermopolis. Do được đặt theo tên của Meritaten, con gái trưởng của Akhenaten, Meritaten Tasherit được cho là con gái của công chúa này, nhưng không rõ cha là ai. Akhenaten được nhiều nhà Ai Cập học cho là đã loạn luân với hai người con gái là Meritaten và Ankhesenpaaten, nên đứa bé này có thể là con của Akhenaten, nhưng cũng có thể là Smenkhkare, một pharaon mà cho tới nay vẫn chưa rõ danh tính thực hư, người được gán là chồng của Meritaten.
Vì cả Meritaten Tasherit và Ankhesenpaaten Tasherit chỉ xuất hiện trong các văn tự có nhắc đến người vợ thứ của Akhenaten là Kiya, nên nhiều người tin rằng, hai cái tên này thực chất chỉ là để thay thế tên người con gái của bà. Kiya cũng là một người phụ nữ bí ẩn do tên của bà đa phần đều bị xóa hoặc sửa thành tên người khác (nhất là tên của Meritaten và Ankhesenpaaten).